# Dannii Minogue
Danielle Jane Minogue (* 20. října 1971 Melbourne) je australská zpěvačka, příležitostná herečka a televizní osobnost.

## Život
Narodila se v Melbourne Ronovi Minogue, australskému účetnímu s irskými předky, a Carol Jonesové, tanečnici z Walesu. Je nejmladší ze tří dětí, její sestra je herečka a popová zpěvačka Kylie Minogue.
Brzy dosáhla úspěchu s několika hity, i když o vydání jejího druhého alba, svoji popularitu zpěvačky odmítla, což jí umožnilo soustředit se na jiné oblasti, jako je televizní práce.

## Diskografie
- Dannii (1990)
- Love & Kisses (1991)
- Get Into You (1993)
- Girl (1997)
- Neon Nights (2003)
- The Hits & Beyond (2006)
- Unleashed (2007)
- Club Disco (2007)
- The Early Years (2008/09)
- The 1995 Sessions (2009)

## Ocenění
(anglicky)

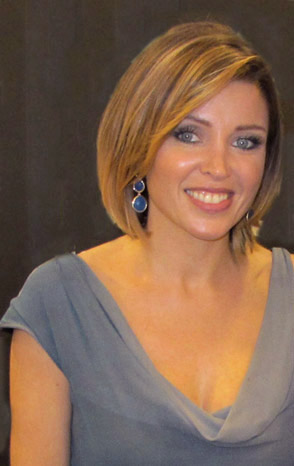
Dannii Minogue v roce 2010

- The Variety Club of Australia – Young Variety Award (1989)
- Radio One & Flash Forward Magazine – #1 Woman of the Year (1991)
- BIG Magazine – World's Best Female Pop Star (1991)
- Smash Hits Poll Winners Party – Best New Artist (1991)
- BRMB Music Awards – Best Video for "All I Wanna Do (1998)
- Maxim Awards – Best Stage Performance for Notre-Dame De Paris (2001)
- Disney Channel Awards – Best Female Artist (2003)
- Capital FM Awards – Capital Rhythm Award (2003)
- ARIA Awards – Best Pop Release (2003)
- Dancestar 2004 Awards – Best Worldwide Single (2004)
- WMC International Dance Music Awards – Best Dance Artists (2004)
- WMC International Dance Music Awards – Best Hi-Energy / Euro Release (2004)
- Glamour Awards – TV Personality (2007)
- No.1 Celeb Of The Year 2008 – Celeb Of The Year (2008)
- Cosmopolitan Awards 2009 – Ultimate TV Personality of the year (2009)